# Welsh terrier
Welsh terrier[Nota] é uma raça criada na década de 1760 para caçar ratos em Gales do Norte. Comum no continente norte-americano, é considerado um bom cão de companhia, embora não tenha perdido as qualidades de caçador de pragas e de guarda. Forte, necessita de muita atividade e tem o adestramento considerado mediano, mas não se furta a enfrentar outros cães. Podendo chegar aos 10 kg, tem a pelagem fácil de cuidar, exceto por sua barba.